# Marc O. Seng
Marc O. Seng (* 1975) ist ein deutscher Drehbuchautor.

## Leben
Marc O. Seng studierte von 1998 bis 2003 Regie und Drehbuch an der Filmakademie Baden-Württemberg in Ludwigsburg. Seit 2002 arbeitet er als freier Autor.
Sein erstes Drehbuch Einer wie Bruno wurde 2010 verfilmt. Seng arbeitete an zahlreichen TV-Filmen und Serien, unter anderem an den Serien Unschuldig, Lerchenberg und Club der roten Bänder. 2016–2019 war er neben Jantje Friese einer der Autoren der ersten deutschen Netflix-Serie Dark (Staffel 1 bis 3).
Seine Mini-Serie Baron Münchhausen wurde 2013 u. a. für den International Emmy Kids Award nominiert. Mit Freaks – Du bist eine von uns hat er einen der ersten drei deutschen Netflix-Original-Filme geschrieben.

## Filmografie (Auswahl)
- 2010: Einer wie Bruno
- 2012: Lerchenberg  (Staffel 1)
- 2012: Baron Münchhausen
- 2014: Lerchenberg (Staffel 2)
- 2016: Dark (Staffel 1)
- 2017: Club der roten Bänder (Staffel 3)
- 2018: Dark (Staffel 2)
- 2019: Dark (Staffel 3)
- 2020: Freaks – Du bist eine von uns
- 2021: Unbroken
- 2022: Höllgrund (Fernsehserie)
- 2024: Love Sucks (Fernsehserie)